# Terroranschlag in Tel Aviv am 8. Juni 2016

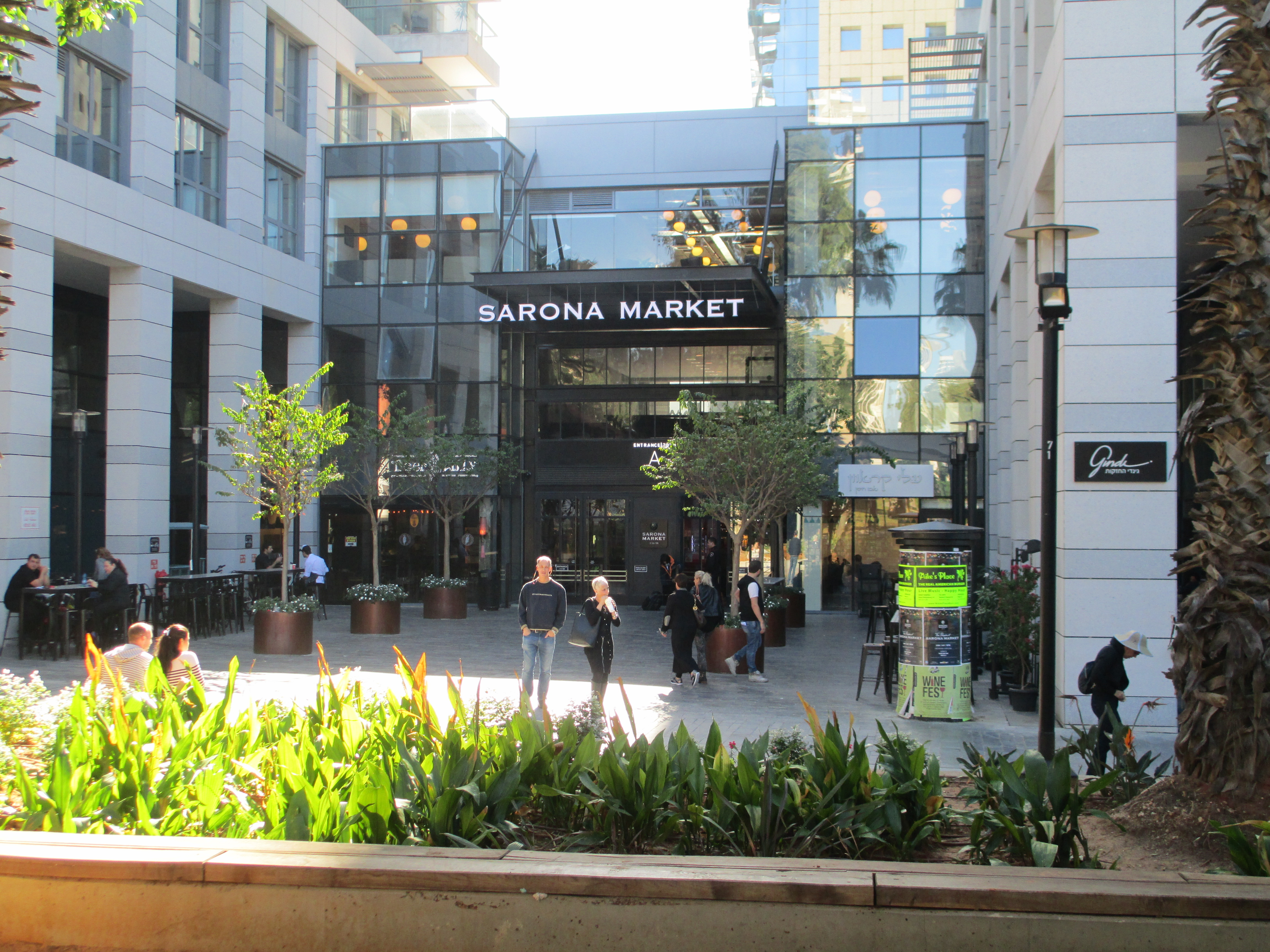
Sarona Market

Bei einem Terroranschlag in Tel Aviv am 8. Juni 2016 wurden vier Menschen ermordet und 19 verletzt.

## Tathergang

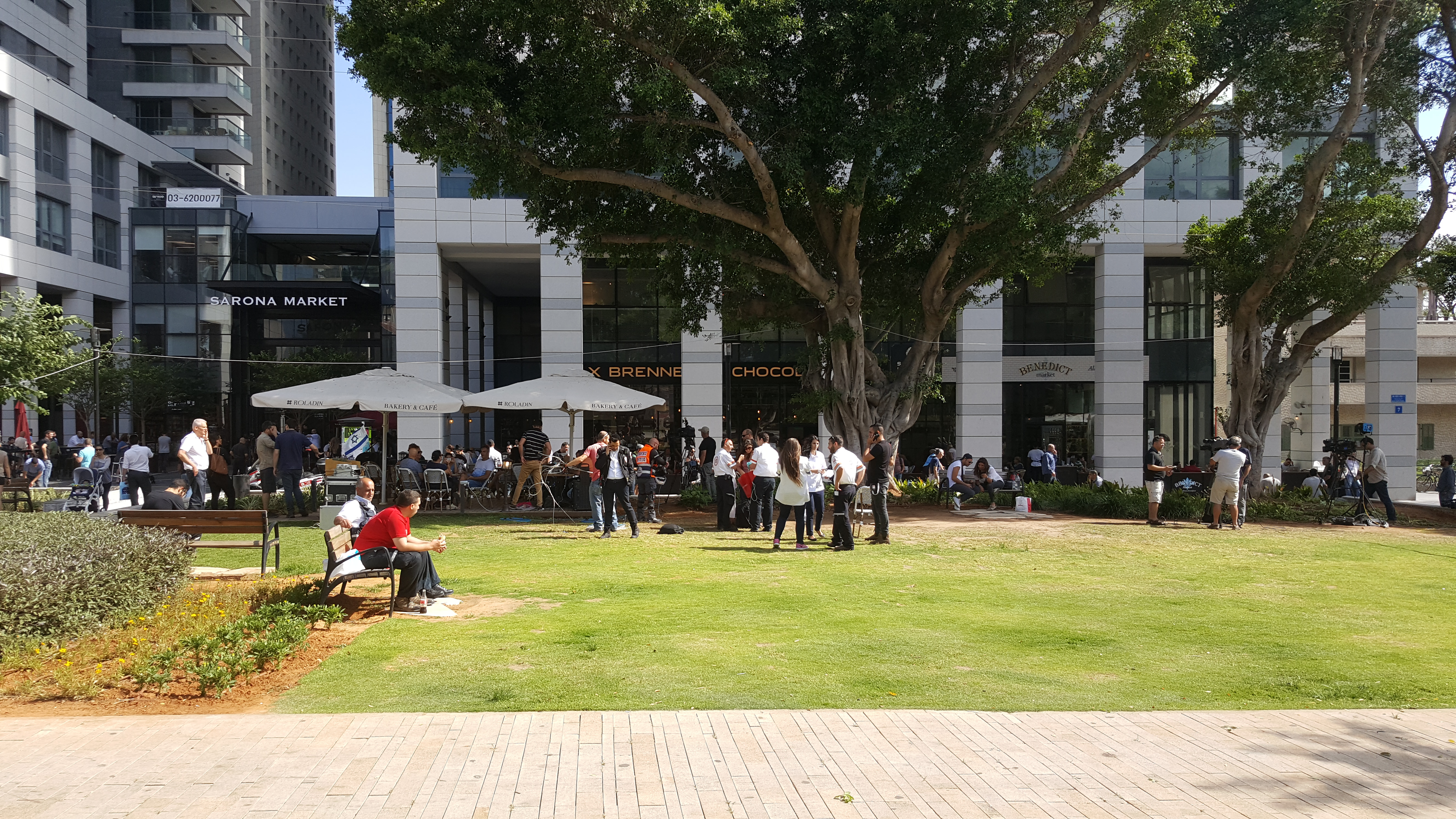
Café Max Brenner, der Ort des Anschlags

Gegen 21:30 Uhr Ortszeit (20:30 Uhr MESZ) eröffneten die Palästinenser Khalid al-Mahmara und Mohammed Moussa Mahmara mit Carl-Gustaf-M/45-Nachbauten im Tel Aviver Sarona Market das Feuer im Café Max Brenner im Bereich Saronas. Drei Opfer starben sofort, ein viertes später; unter ihnen der Professor der Ben-Gurion-Universität im Negev, Michael Feige.
Einer der Attentäter wurde von einem anwesenden Wachmann von Kol Israel angeschossen und bis zum Eintreffen der Polizei festgehalten. Der andere floh unbewaffnet, versteckte sich irrtümlich im Haus eines Polizisten und wurde dort später von diesem festgenommen.

## Täter
Die Attentäter Khalid Al-Mahmara und Mohammed Moussa Mahmara sind Cousins, waren zur Tatzeit 21 Jahre alt und stammen aus Jatta, südlich von Hebron. Ihr Onkel Taleb Mahmara verübte 2002 als Mitglied des Fatah-Ablegers Tanzim einen Terroranschlag, bei dem vier Menschen ums Leben kamen. Taleb wurde verurteilt und inhaftiert, sein Haus abgerissen. Khalid war Student an der Mutah-Universität in Jordanien. Er belegte den Studiengang für Ingenieurwesen. Khalid und Mohammed gelangten durch eine Lücke in der israelischen Sperranlage bei Meitar illegal ins Land.
Ein mutmaßlicher dritter Tatbeteiligter wurde am Tag nach dem Anschlag festgenommen.

## Reaktionen

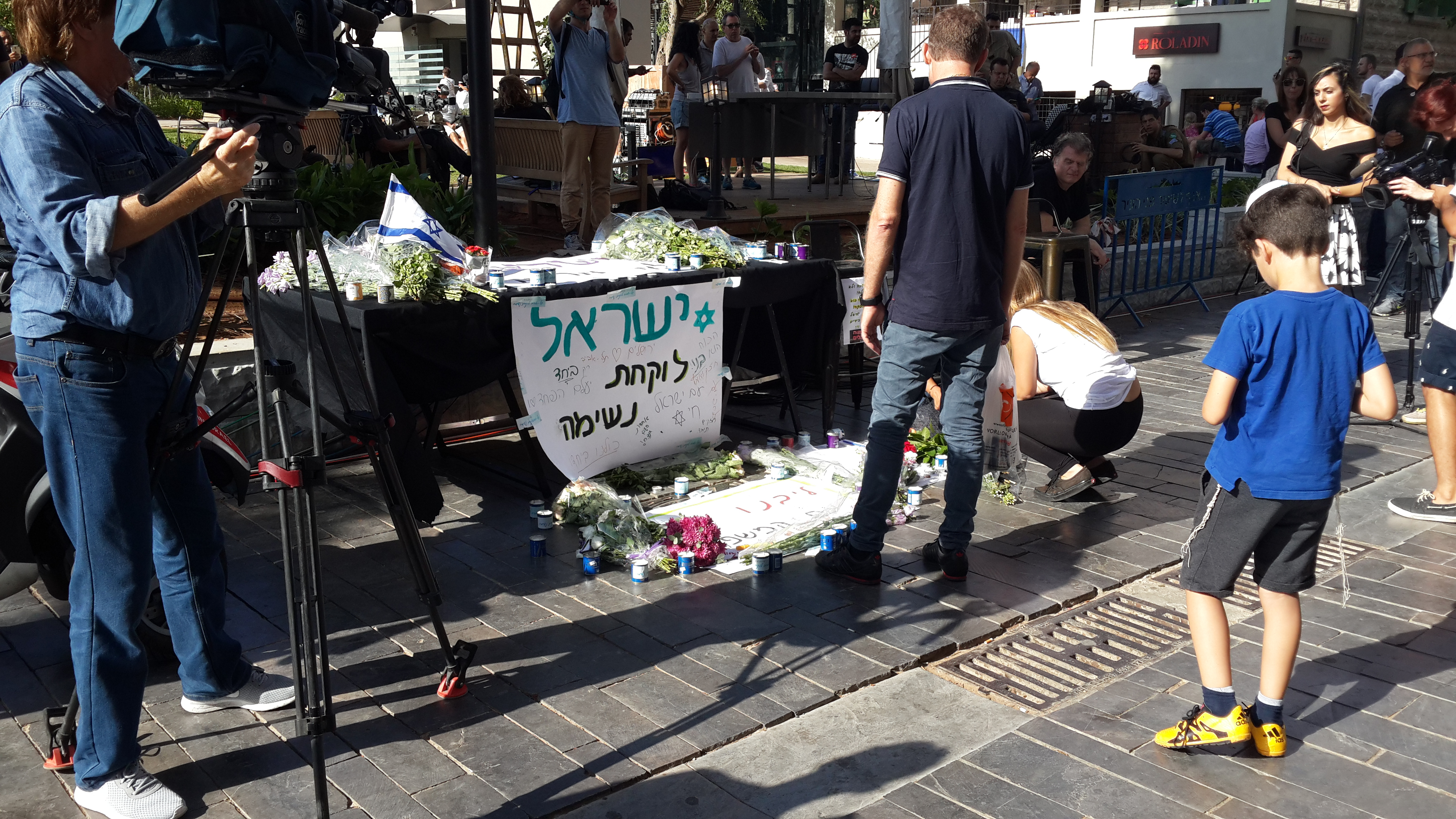
Ein behelfsmäßiger Gedenkort

Die israelische Regierung widerrief nach der Tat 83.000 Einreisegenehmigungen, die anlässlich des Ramadans erteilt worden waren, erlaubte jedoch tausenden Palästinensern die Einreise ohne diese offizielle Einreisegenehmigung. Am 10. Juni 2016 wurde der Widerruf der Einreisegenehmigungen seitens der Vereinten Nationen durch den UNHCHR-Menschenrechtskommissar Seid al-Hussein als mögliche völkerrechtlich verbotene Kollektivbestrafung kritisiert. Zudem schlossen die Israelischen Verteidigungsstreitkräfte am 10. Juni die Grenzübergänge zu den Palästinensischen Autonomiegebieten im Gazastreifen und im Westjordanland. Verteidigungsminister Avigdor Lieberman teilte am selben Tag mit, dass künftig die Leichen von bei Anschlägen getöteten Attentätern einbehalten würden. Die israelischen Arbeitsgenehmigungen von Mitgliedern der Familie der Attentäter wurden widerrufen. Offizielle der Sicherheitsbehörden sicherten die Beseitigung der verbliebenen Lücken in der Israelischen Sperranlage zu. Ron Huldai, der Bürgermeister Tel Avivs, verwies auf die Situation der Palästinenser: „Es ist doch unmöglich, Menschen unter Besatzung zu halten und zu glauben, dass sie sich damit abfinden, so weiter zu leben.“
Die Terrororganisation Hamas feierte den Anschlag, wohingegen die Fatah ihn verurteilte. Der Generalsekretär der Vereinten Nationen, Ban Ki-moon, erklärte, er sei „geschockt, dass die Führer der Hamas sich entschieden haben, diesen Angriff willkommen zu heißen und zu feiern“.
Der Vater eines der Todesopfer äußerte sich zu den Reaktionen der israelischen Regierung insofern, dass die Politik mit Kollektivstrafen wie der Abriegelung des Westjordanlandes, insbesondere der über Jatta – dem Ort, aus dem die Attentäter stammen – verhängten Ausgangssperre weiter zur Eskalation beitrage. Das Dekret, die Leichen der Täter einzubehalten und die Häuser der Familien zu zerstören, würden „neues Leid, Hass und Verzweiflung schaffen“.
In Erinnerung an den ermordeten Michael Feige stiftete die Ben-Gurion Universität den Michael Feige Career Development Chair in Israeli Society, auf welchen herausragende junge Lehrende berufen werden können.